# Aleksiej Jawlensky
Aleksiej Jawlensky, właśc. Aleksiej Gieorgijewicz Jawlenski (ros. Алексей Георгиевич Явленский; ur. 13 marca?/25 marca 1864 w pobliżu Torżka, zm. 15 marca 1941 w Wiesbaden) – rosyjski malarz wczesnego malarstwa abstrakcyjnego. Od 1896 mieszkał i tworzył w Niemczech i Szwajcarii. Członek grupy Błękitny Jeździec (niem. Blaue Reiter).

## Życiorys
Urodził się jako piąte z sześciu dzieci pułkownika Gieorgija Nikiforowicza Jawlenskiego, który zmarł, gdy Aleksiej liczył 17 lat. Z powodu trudności finansowych rodziny porzucił myśl o studiowaniu malarstwa. Po wstąpieniu i ukończeniu szkoły wojskowej został oficerem. W 1882 odwiedził po raz pierwszy wystawę malarstwa i od tego czasu systematycznie bywał w Galerii Tretiakowskiej. Jako oficer został 1889 przeniesiony do Sankt Petersburga i tam wieczorami studiował na Akademii Sztuk Pięknych. Za poradą Ilii Riepina rozpoczął studia pod kierownictwem Marianne von Werefkin. Gdy Marianna von Werefkin przeniosła się w 1896 do Monachium ze swoją służącą Helene Nesnakomoff (1881-1965), zabrała go ze sobą. Odtąd Jawlensky uczył się u niej i u Antona Ažbe. Helene była jego modelem, która urodziła w 1902 ich syna (Andreas Jawlensky 1902-1984). W 1908 poznał Władysława Ślewińskiego, przyjaciela Gauguina, który skłonił go do malowania zwartymi płaszczyznami koloru.
W roku 1913 uczestniczył wraz z Marianną von Werefkin w wystawie redakcji Błękitnego Jeźdźca w berlińskiej redakcji Der Sturm. W roku 1914 postarał się uwolnić od zależności finansowej od swojej protektorki. Wyjechał do Bordighera na włoskiej Riwierze i zaczął tam malować obrazy o pogodnej kolorystyce.
Powrócił do Monachium i spotkał się tam z Marianną, która na sześć dni przed wybuchem I wojny światowej powróciła z Rosji. Po wybuchu wojny oboje jako poddani rosyjscy musieli wyjechać do Szwajcarii. Mieszkali w St. Prex nad Jeziorem Genewskim w małym mieszkaniu razem z Helene i Andreasem. Jawleński miał kącik przy oknie, z którego przez lata uprawiał malarstwo krajobrazowe. W 1916 spotkał niemiecko-amerykańską malarkę i kolekcjonerkę sztuki Galkę Scheyer (1889–1945), która z czasem zastąpiła w życiu Jawlensky’ego Mariannę von Werefkin. W 1918 przenieśli się do dużego domu w Asconie (Szwajcaria), gdzie rozpoczął serię obrazów w stylu konstruktywizmu ("Abstrakten Köpfen").
W 1921 Jawlensky przeniósł się do Wiesbaden. W 1922 rozstał się z Werefkin i ożenił się z jej wieloletnią służącą Heleną matką ich jedynego syna. W tym czasie kontynuował prace nad "Abstrakten Köpfen".
1924 w Weimarze wspólnie z Wassilym Kandinskym, Paulem Klee i Lyonelem Feiningerem założyli grupę ''Die Blaue Vier''. Galka Scheyer zainteresowała kolekcjonerów i muzea pracami jej „Czterech Króli”, najpierw w Nowym Jorku, a później na zachodnim wybrzeżu USA – w San Francisco i Los Angeles. Ich prace znalazły się w legendarnych kolekcjach, m.in. Fritza Langa, Josefa von Sternberga, Marlene Dietrich i Grety Garbo. Zaangażowanie Galki Scheyer wyznacza początek międzynarodowej sławy, jaką Feininger, Jawlensky, Kandinsky i Klee osiągnęli dzięki swojej sztuce po II wojnie światowej.
Po dojściu Hitlera do władzy twórczość Jawlensky’ego została objęta zakazem publikacji jako „sztuka zdegenerowana” i jego prace były wystawione w 1937 na Wystawie sztuki zdegenerowanej w Monachium.
W 1927 zaczął chorować na reumatyzm, co utrudniało mu pracę. W 1934 otrzymał niemieckie obywatelstwo. Postępująca choroba zmusiła go do malowania małych form tzw. "Medytacji" – małych abstrakcyjnych portretów. Wielokrotne pobyty w sanatoriach nie przynosiły poprawy i od 1937 poruszał się w fotelu na kółkach, a od 1938 był przykuty do łóżka.

## Galeria

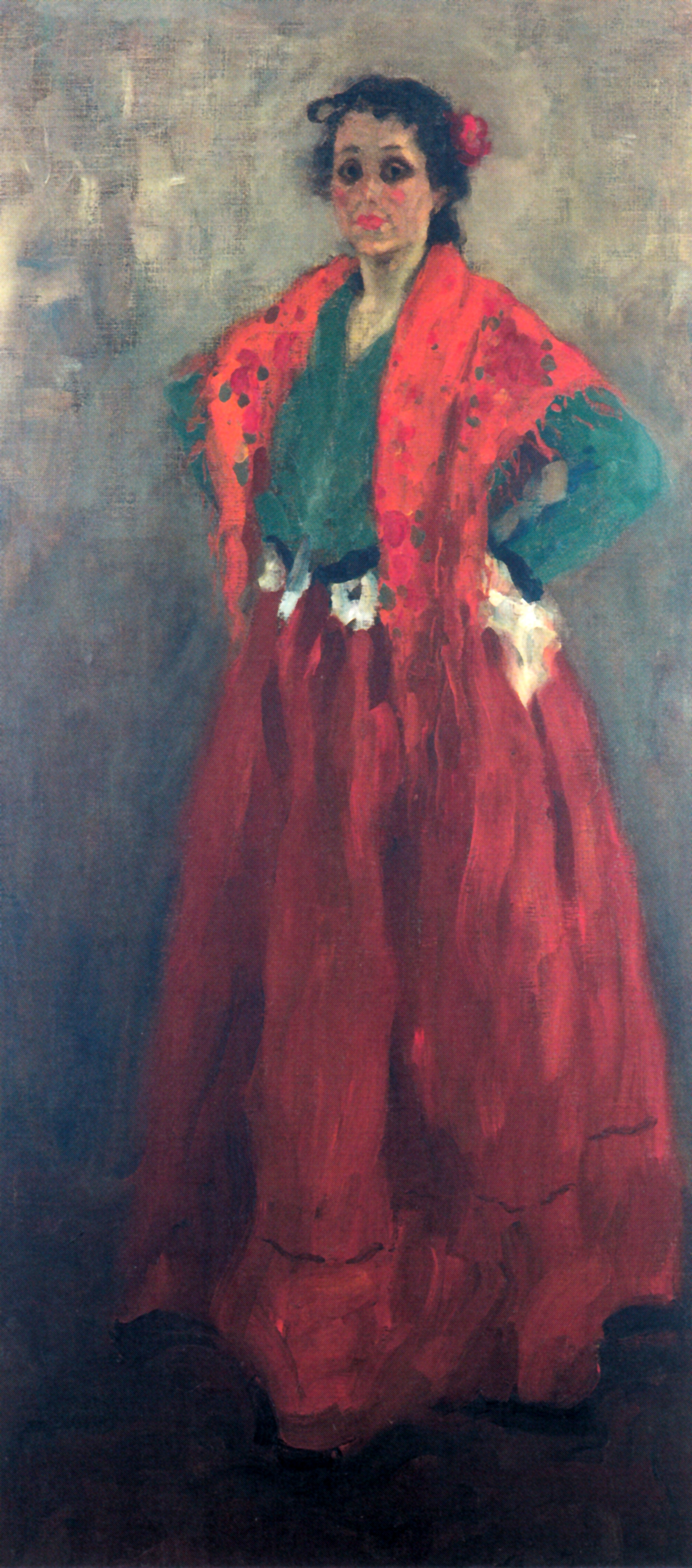
Hélène w stroju hiszpańskim (1904)
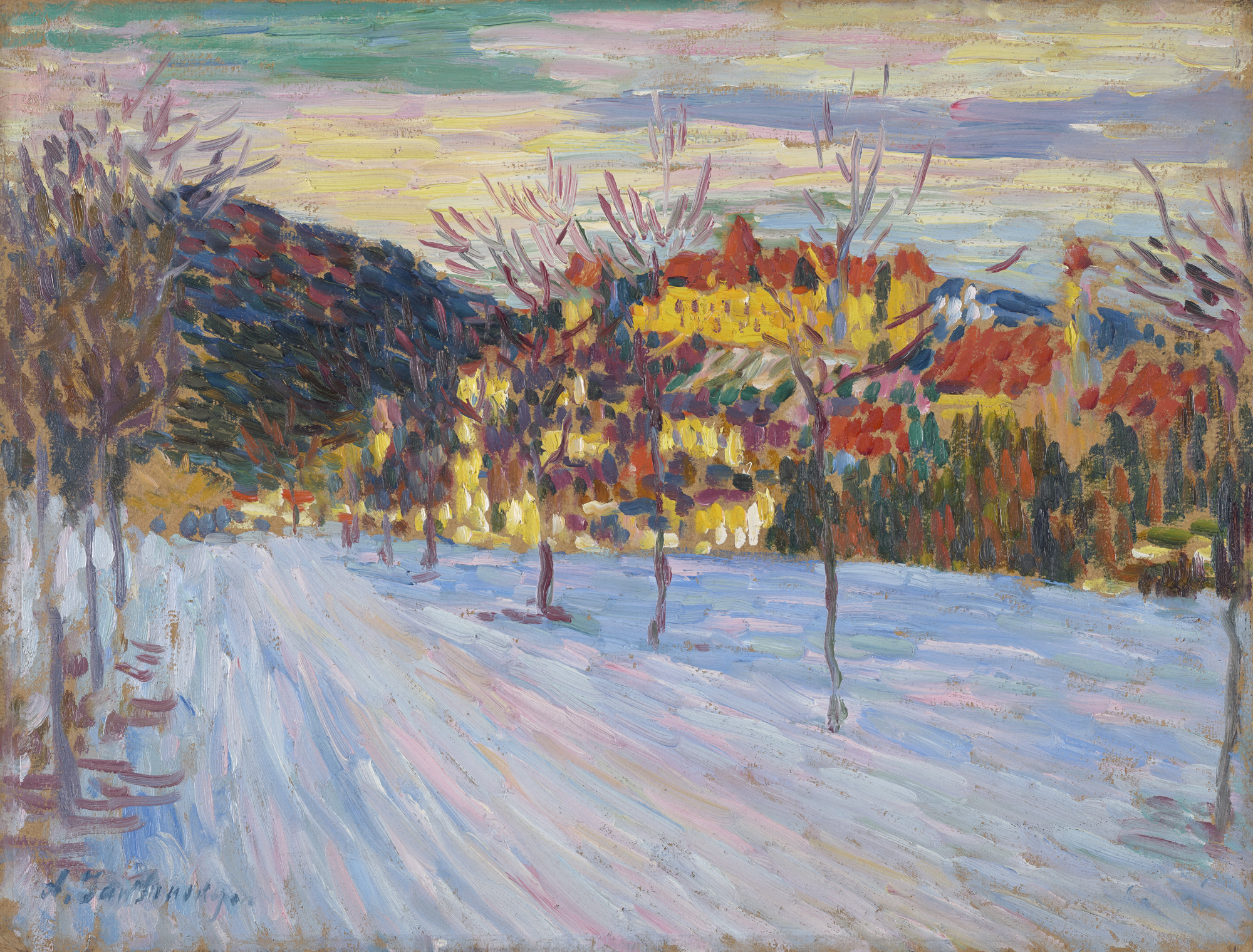
Füssen (1905)
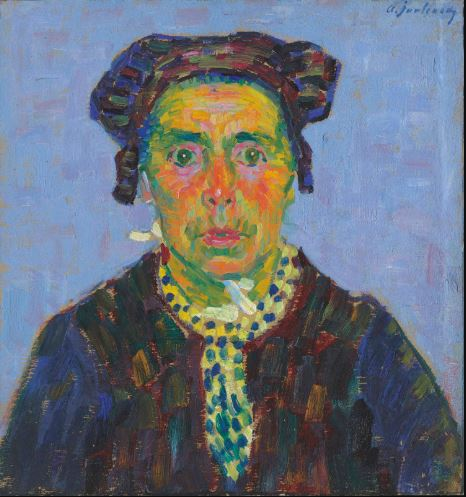
Bretonka (1906)
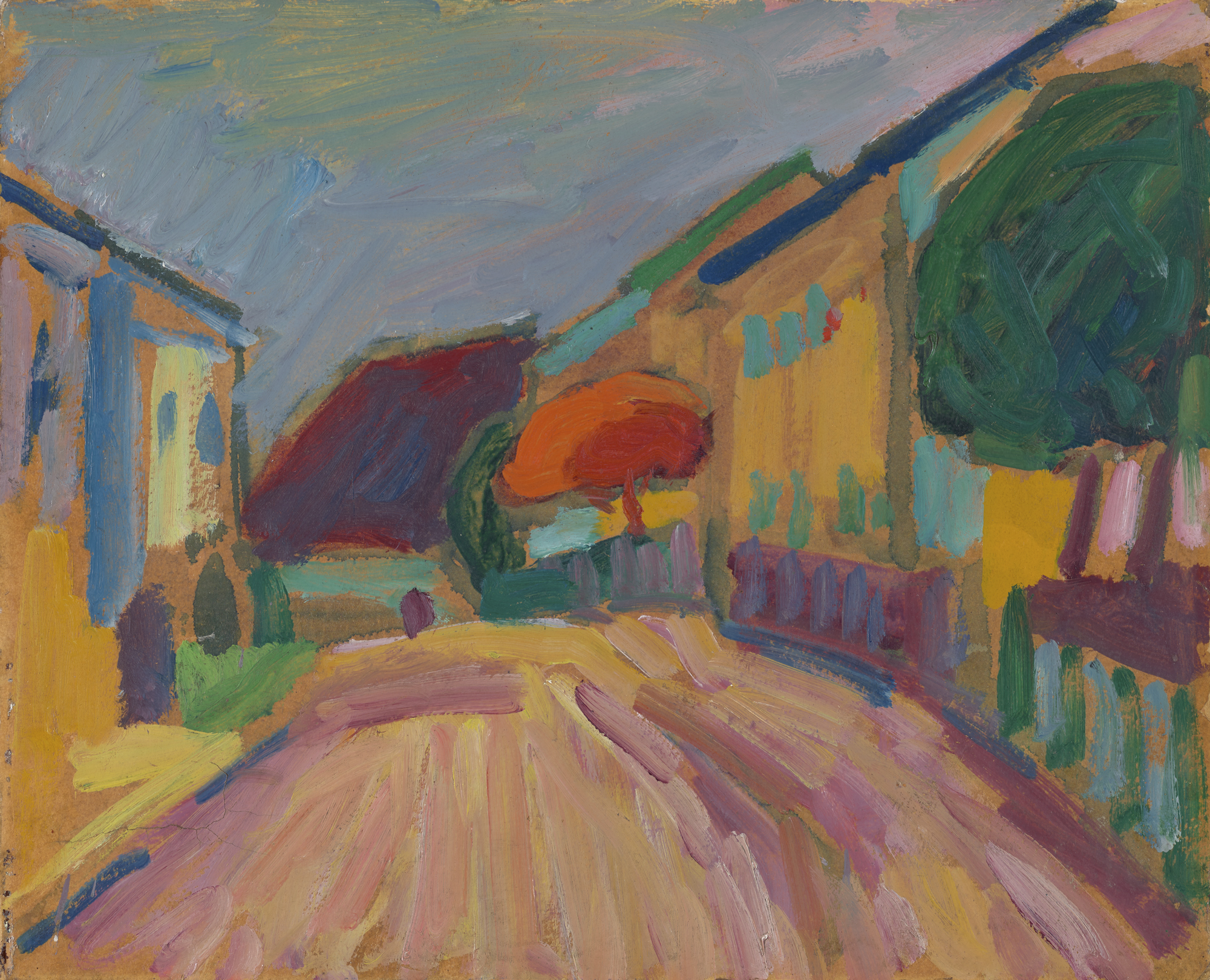
Szkic z Murnau {1908)
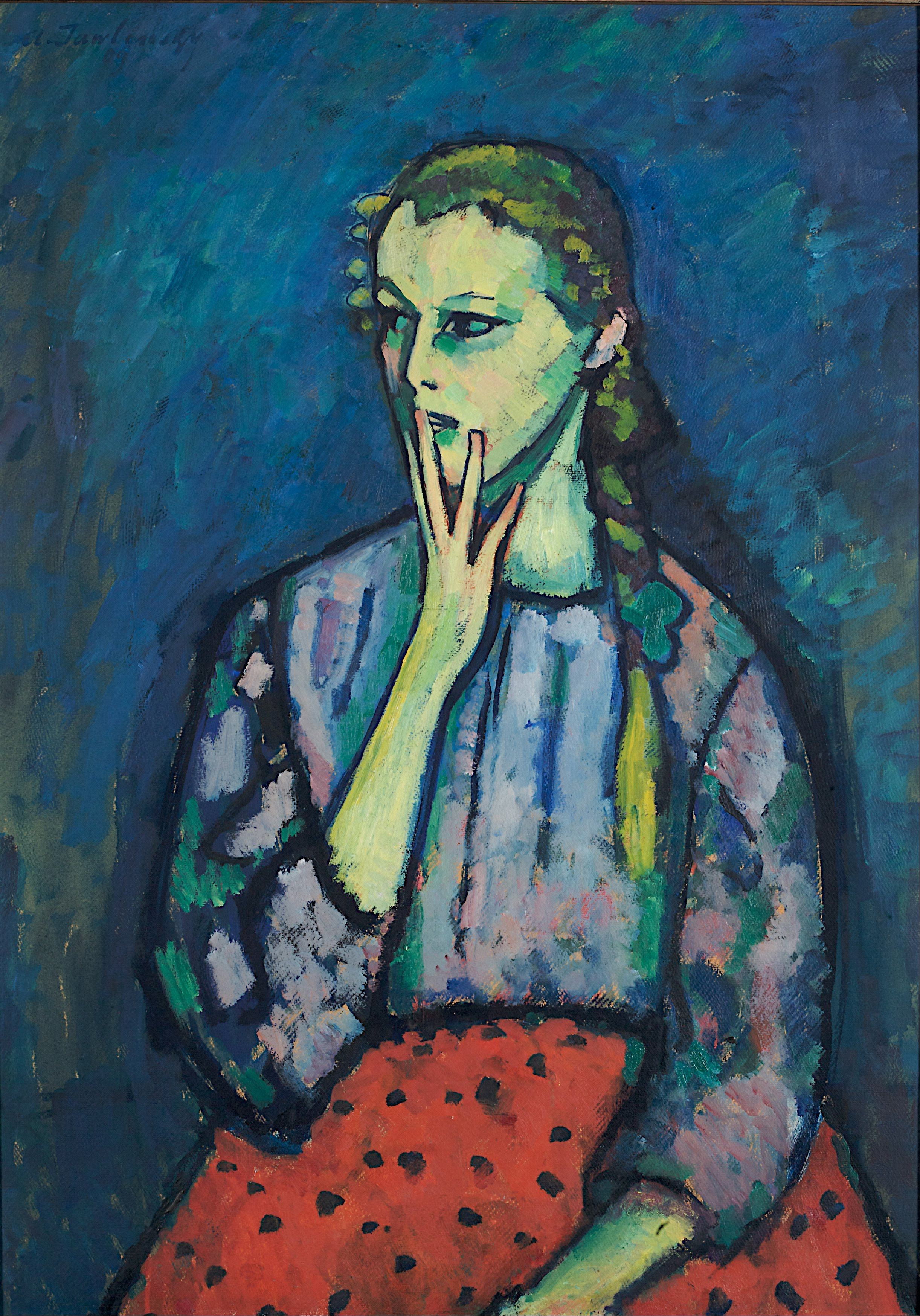
Portret dziewczyny (1909)
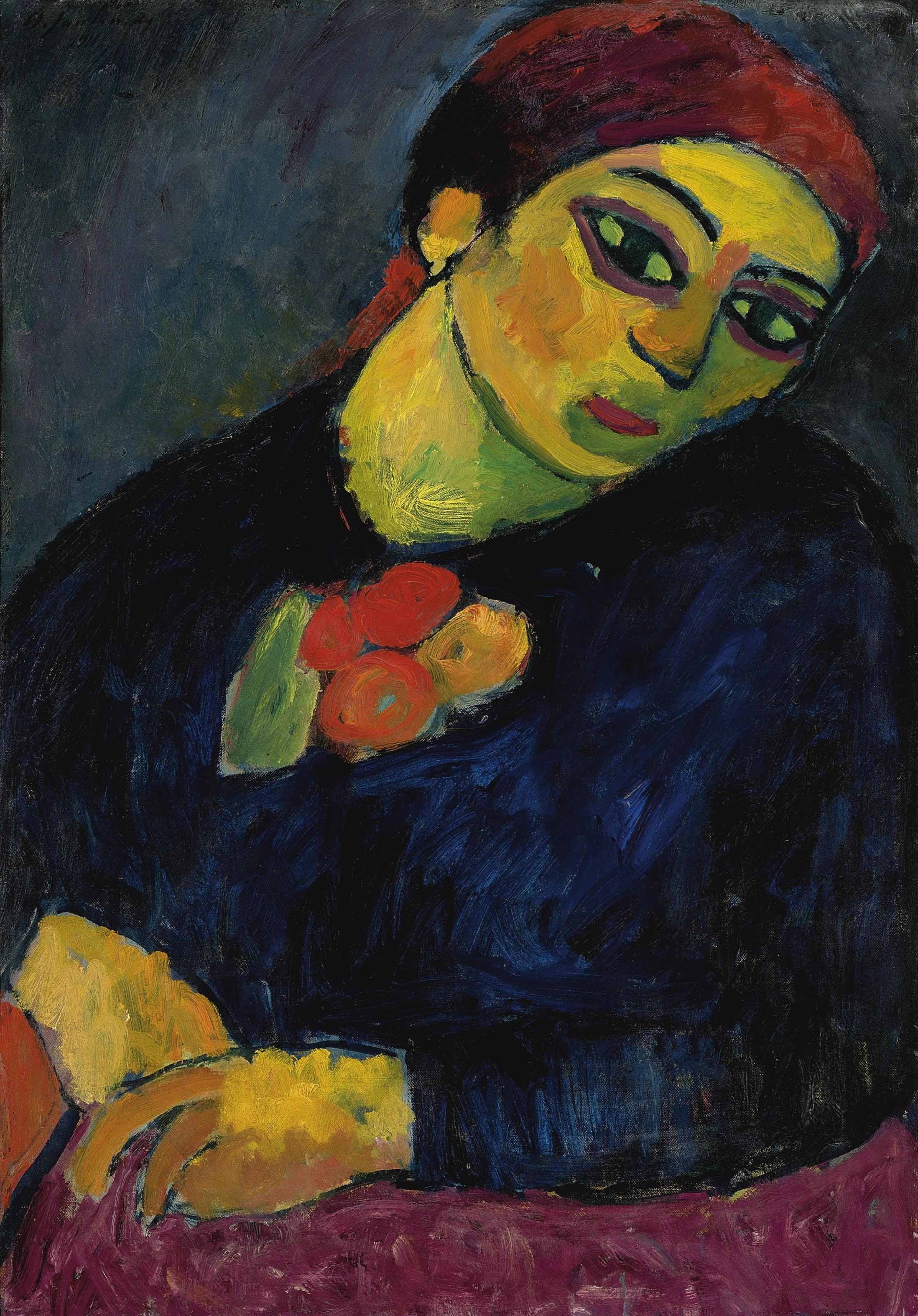
Hélène z rozpuszczonymi włosami (1911)
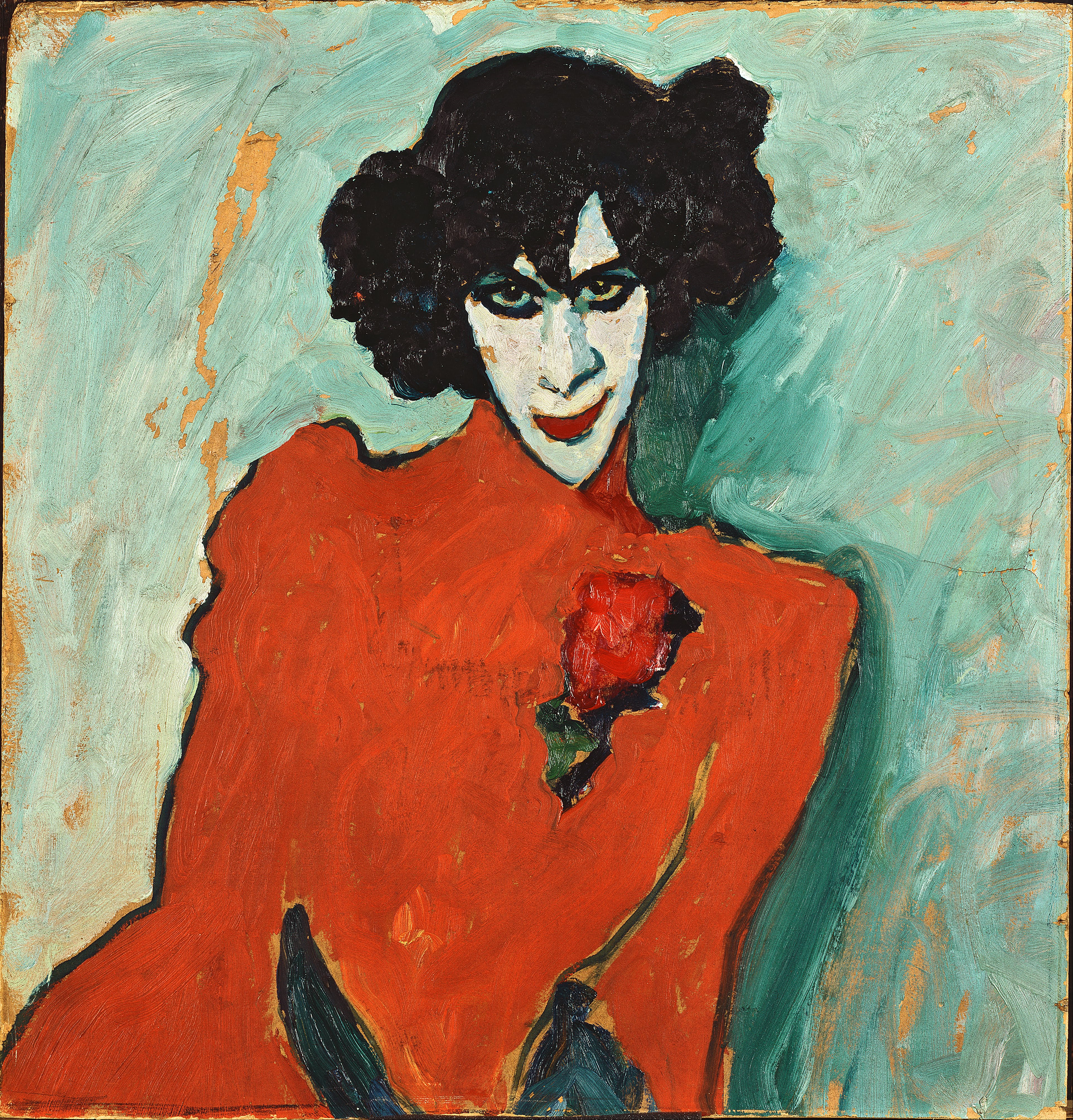
Portret tancerza Aleksandra Sakharova (1913)
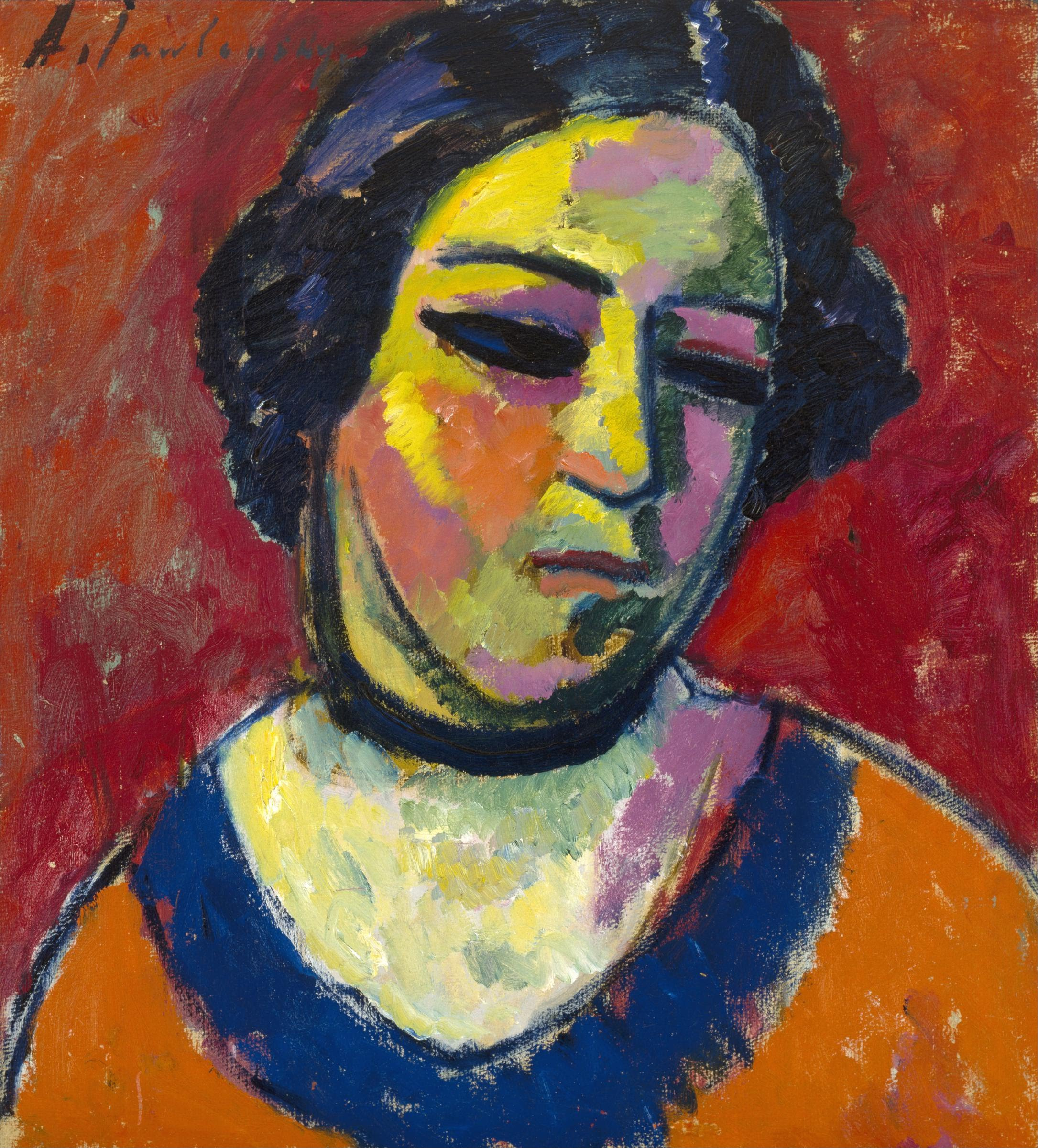
Portret kobiety (1912)
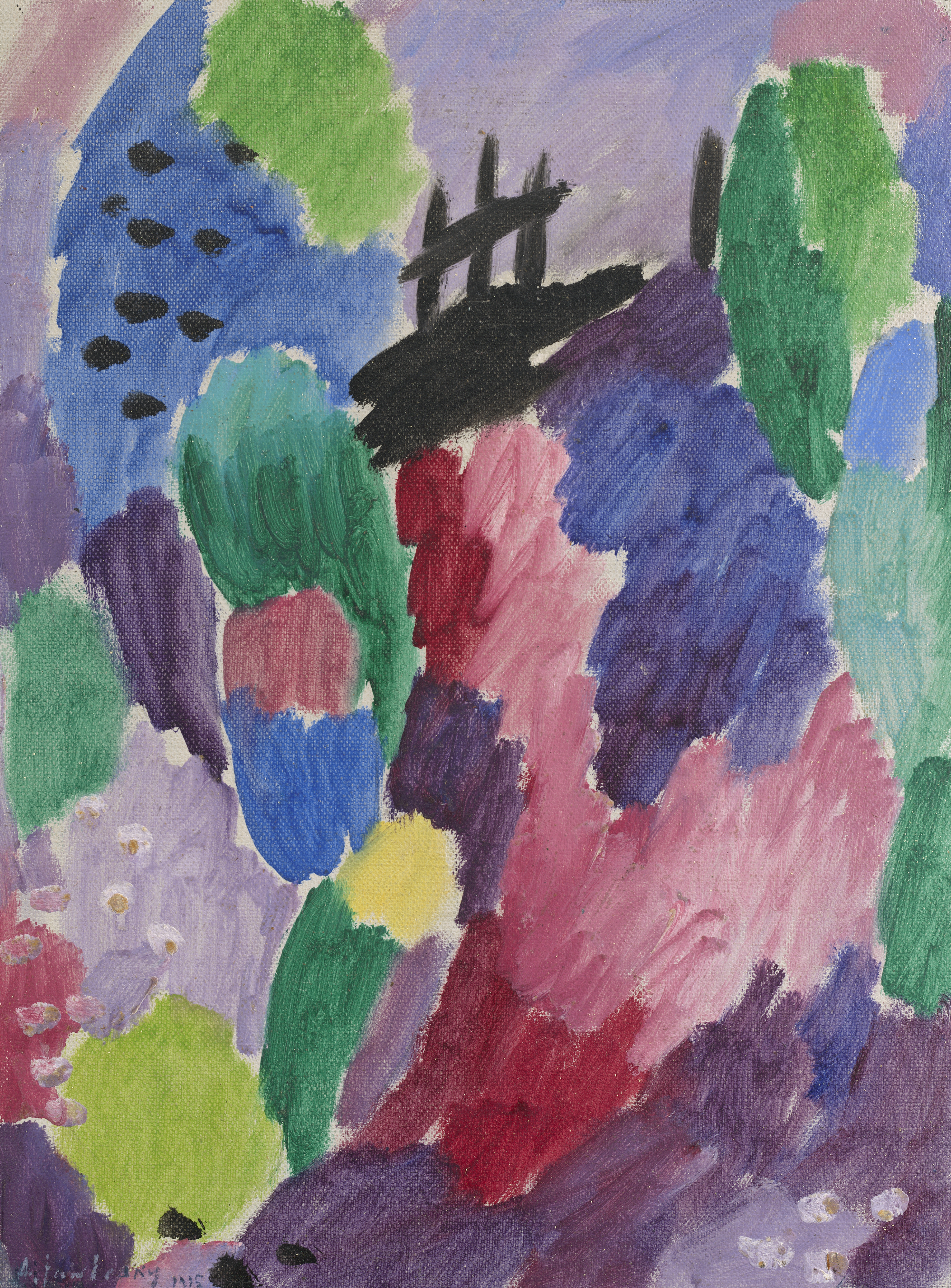
Red Path, St. Prex (1915)
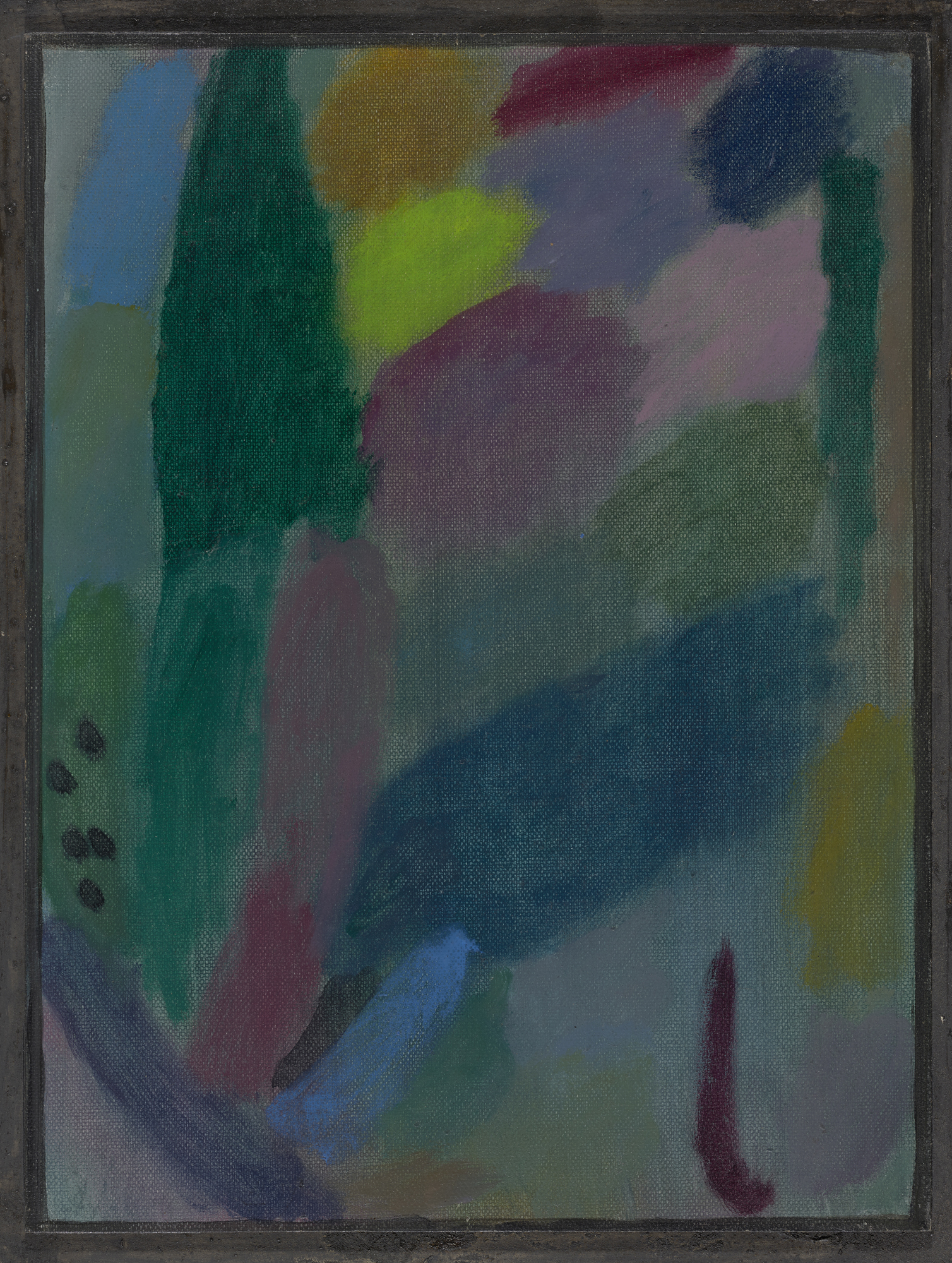
Nacht in St. Prex (1916)
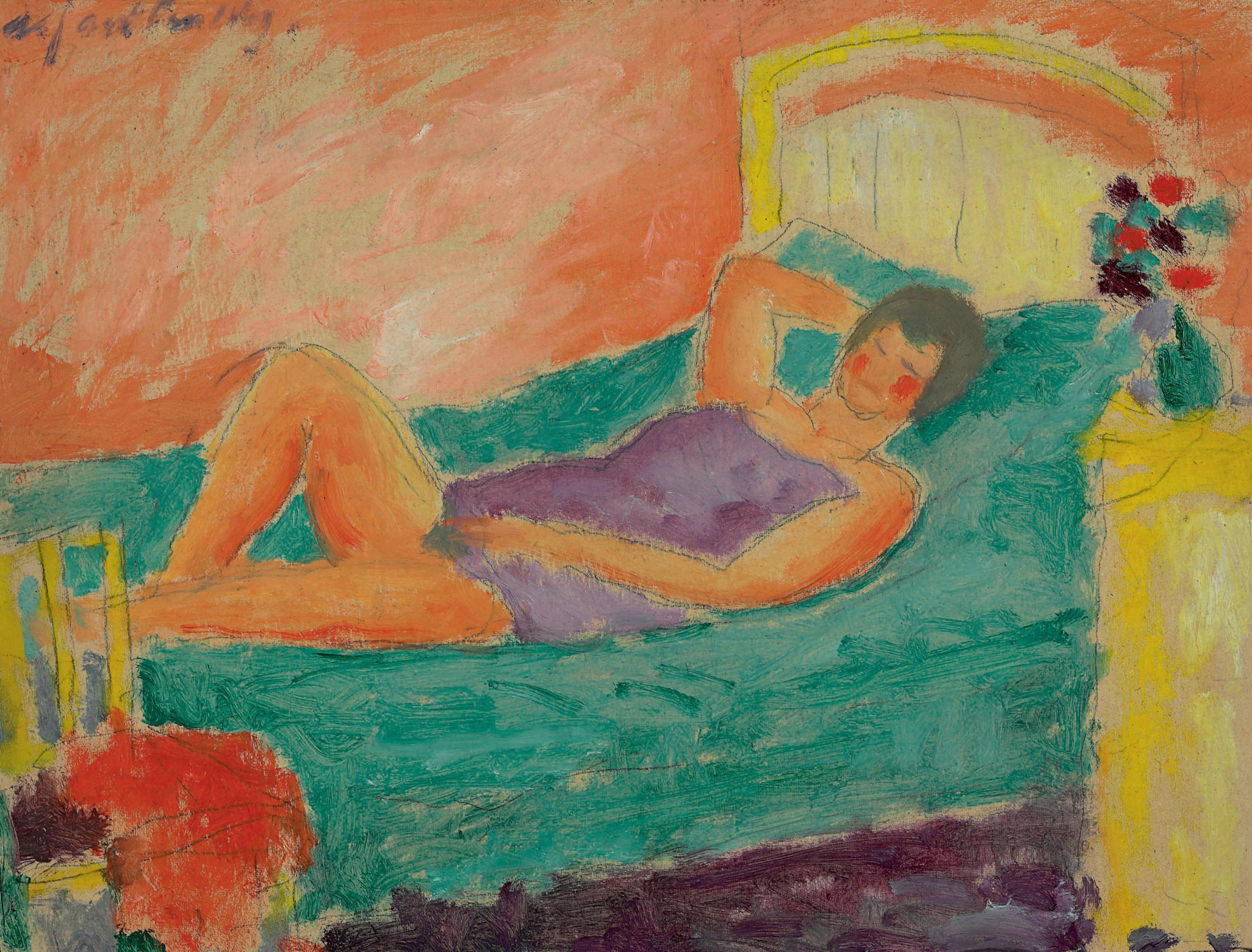
Leżąca dziewczyna (1917)
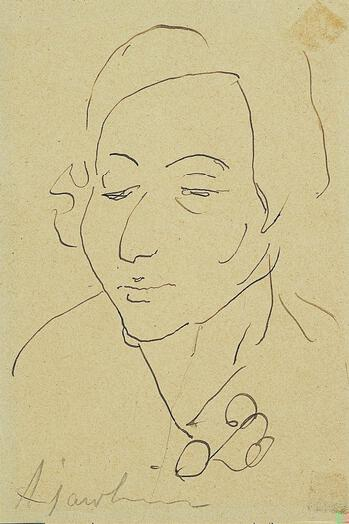
Galka Scheyer – portret (1921)
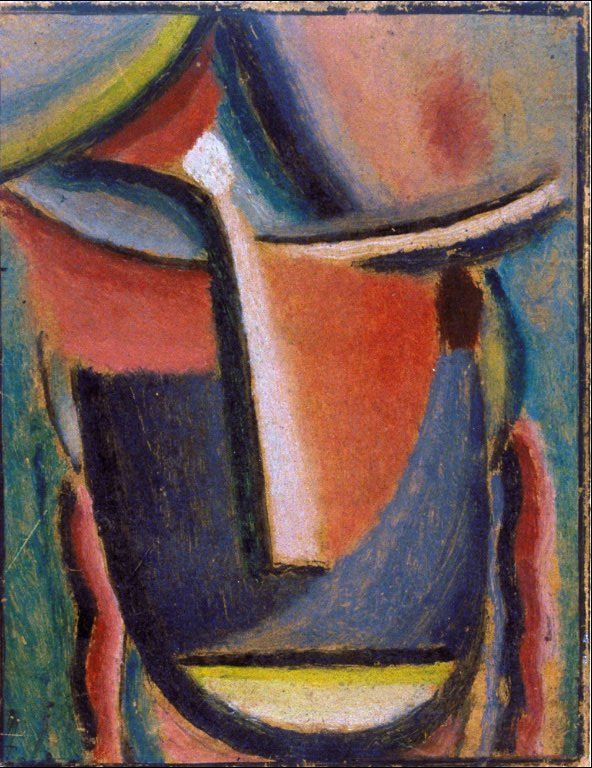
Cykl: Kleine Köpfe (1922-1923)
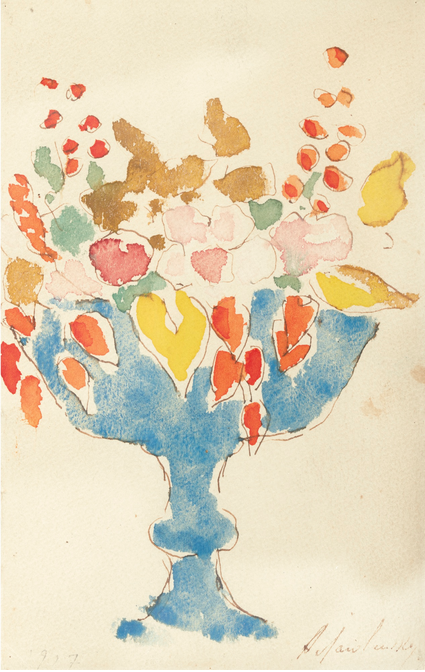
Kwiaty w błękitnej wazie (1927)
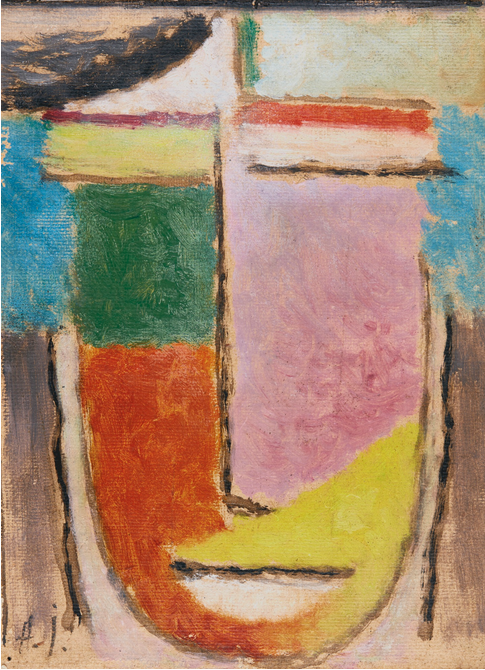
Abstrakter Kopf (1929)
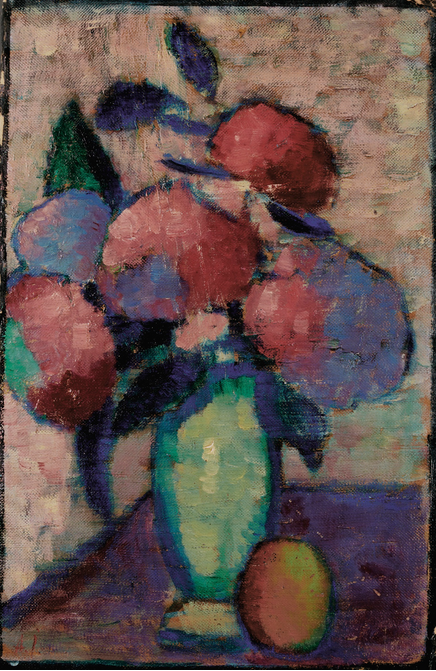
Martwa natura – kwiaty w zielonej wazie (1930)
Róża i żółte dalie (1937)
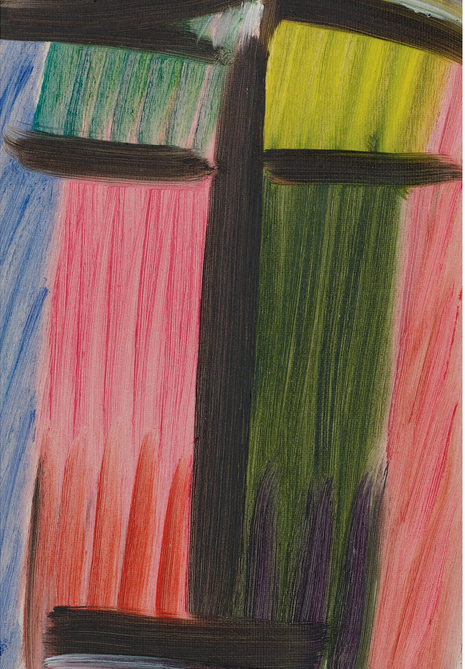
Maditation (seria małych abstrakcyjnych portretów) (1937)